# Riley Wang
Wang Yi-lun (en chino, 王以綸; pinyin, Wáng Yǐ Lún) (Isla de Taiwán, República de China, 18 de marzo de 1996), conocido por su nombre artístico de Riley Wang o simplemente Riley, es un cantante, actor y DJ canadiense de ascendencia taiwanesa. Es principalmente conocido por haber sido miembro del grupo masculino SpeXial entre 2015 y 2017.

## Biografía

### Primeros años
Wang Yi-lun nació el 18 de marzo de 1996 en República de China. Su familia emigró a Canadá cuando tenía diez años de edad, país donde estudió durante ocho años. En 2012, Wang se posicionó en el segundo lugar en un concurso de modelaje en Vancouver. Al año siguiente, el nuevo modelo norteamericano de Silk Road seleccionó el modelo Alumni.

### Carrera
En la segunda mitad de 2014, la agencia Comic International Productions anunció la incorporación de Wang junto a otros dos nuevos miembros al grupo de mandopop taiwanés, SpeXial. Wang debutó con dicho grupo bajo su nombre inglés de "Riley" el 13 de enero de 2015. El 31 de mayo de ese mismo año, el grupo ganó dos Hito Music Awards en las categorías de "grupo hito" y "grupo más popular".
Wang debutó como actor en 2017, interpretando al personaje principal de Li Zhe en la serie web Long For You. También ha aparecido en series como Attention, Love!, Long For You 2 y I Hear You.
El 25 de agosto de 2017, Wang anunció que se retiraría del grupo después de que su contrato fuera rescindido debido a "diferentes objetivos de carrera". Su partida del grupo tuvo lugar ese mismo día. Tras su salida, SpeXial se convirtió en un grupo de nueve intengrantes.

## Filmografía

### Series de televisión/web
| Año             | Título                     | Papel        | Notas      |
| --------------- | -------------------------- | ------------ | ---------- |
| 2017            | Long For You               | Li Zhe       | Principal  |
| 2017            | Attention, Love!           | Wang Jin-li  | Principal  |
| 2018            | Long For You 2             | Ye Gu        | Principal  |
| 2019            | I Hear You                 | Ye Shu-wei   | Principal  |
| 2019            | Private ShuShan College    | Qiu Qi       | Principal  |
| 2020            | Everyone Wants To Meet You | Tao Lun      | Principal  |
| 2020            | Nine Kilometers of Love    | Lin Shu      | Principal  |
| 2020            | Love Is Sweet              | Li Xiaochuan | Secundario |
| 2020            | First Romance              | Yan Ke       | Principal  |
| 2021 - presente | Choice Husband             | -            |            |

### Revistas / sesiones fotográficas
| Año  | Título        | Notas |
| ---- | ------------- | ----- |
| 2019 | Insnap Vision |       |